# المسيحية في بورما

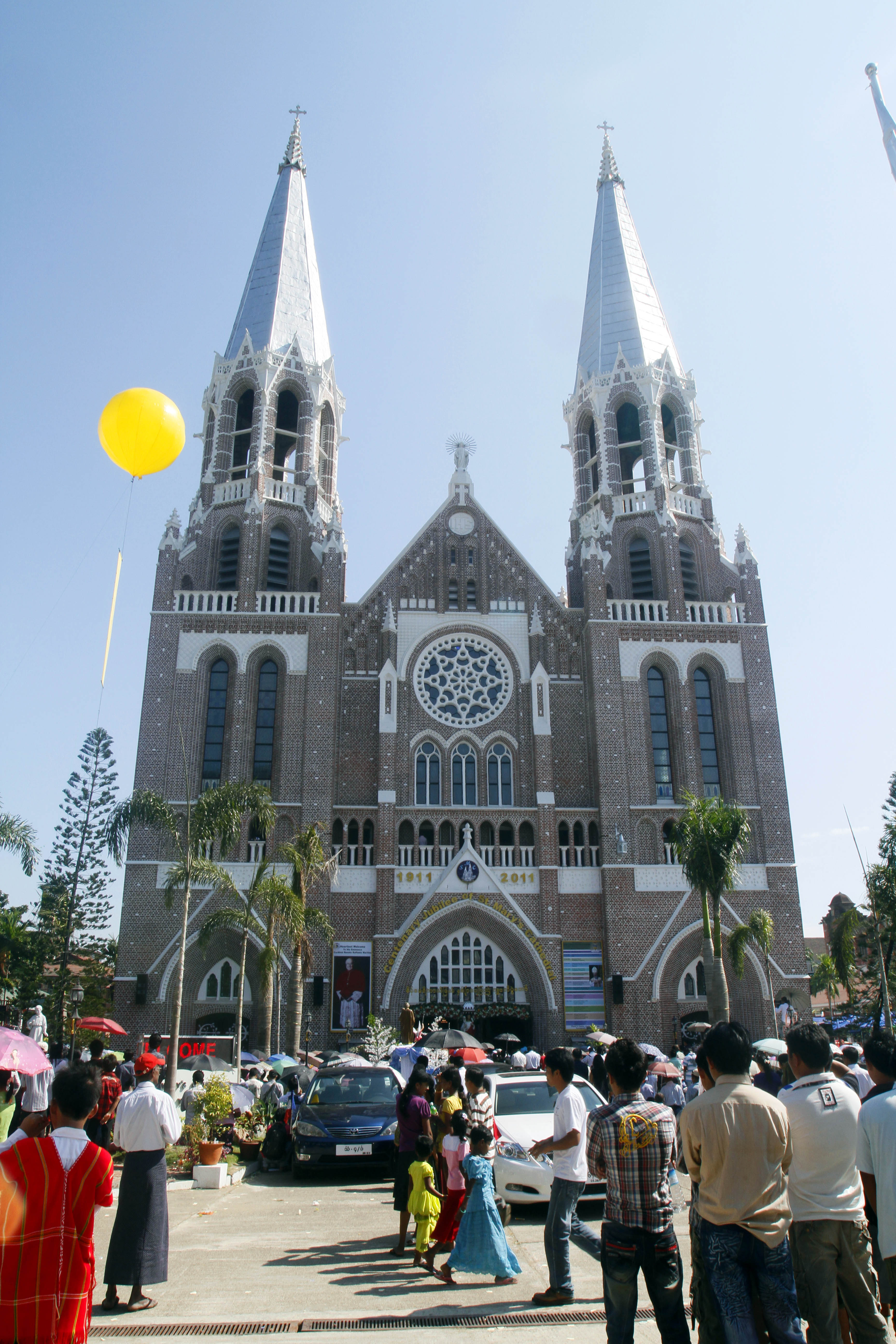
كاتدرائية القديسة مريم في يانغون.

تشكل المسيحية في بورما ثاني أكثر الديانات انتشاراً بين السكان بعد البوذيَّة، ويعود تاريخ المسيحية في بورما إلى وقت مبكر من القرن الثامن عشر على يد المبشّر جودسون أدونيرام والجمعية المعمدانية الأمريكية التبشيرية. وتأسست كليّة بيرس لللاهوت في رانغون باعتبارها مركز تعلمي وثقافي للكنيسة المعمدانية. بحسب التعداد السكاني عام 2014 تعد المسيحية ثاني كبرى الأديان في البلاد ويشكل أتباعها بنسبة 6.2% من السكان، وتنتشر المسيحية في المقام الأول بين عرقيات الكاشين وتشين والكارين واليورو-آسيويين وذلك بسبب العمل التبشيري. نحو أربعة أخماس المسيحيين في البلاد هم من البروتستانت، خاصةً من أتباع الكنيسة المعمدانية والتي يصل عدد أتباعها حوالي 61,000 عضو؛ ويشكل الرومان الكاثوليك النسبة المتبقية.
يواجه المسيحيين الإضطهاد في بورما، وعلى الرغم من وجود نسبة عالية من المسيحيين الذي تلقوا تعليم جيد الا أن الكثير منهم لا يستطيع الوصول إلى مراتب في السلطة. وقد سُمح لعدد قليل من المنظمات الأجنبية في دخول البلاد لإجراء أعمال الإنسانية، مثل منظمة الرؤية العالمية في أعقاب إعصار نرجس. وفرض حظر لوقت طويل على دخول المبشرين وحيازة المواد الدينية المسيحية استمرت منذ الاستقلال في عام 1948، وهي خطوة ينظر إليها بوصفها معادية للمسيحية. وتعرضت في أوقات سابقة الكنائس المسيحية في جنوب شرق ميانمار، حيث يعيش الكارين، للحرق. في عام 1966 تم طرد جميع المبشرين من قبل الحكومة البورمية، ولكن الكنيسة البورمية أصبحت نابضة بالحياة التبشيريَّة وذلك على الرغم من القيود المالية والعزلة الجغرافية. تعد كل من الكنيسة المعمدانية، والخمسينية والميثودية والأنجليكانية كبرى الطوائف المسيحية في بورما.

## تاريخ

### العصور المبكرة

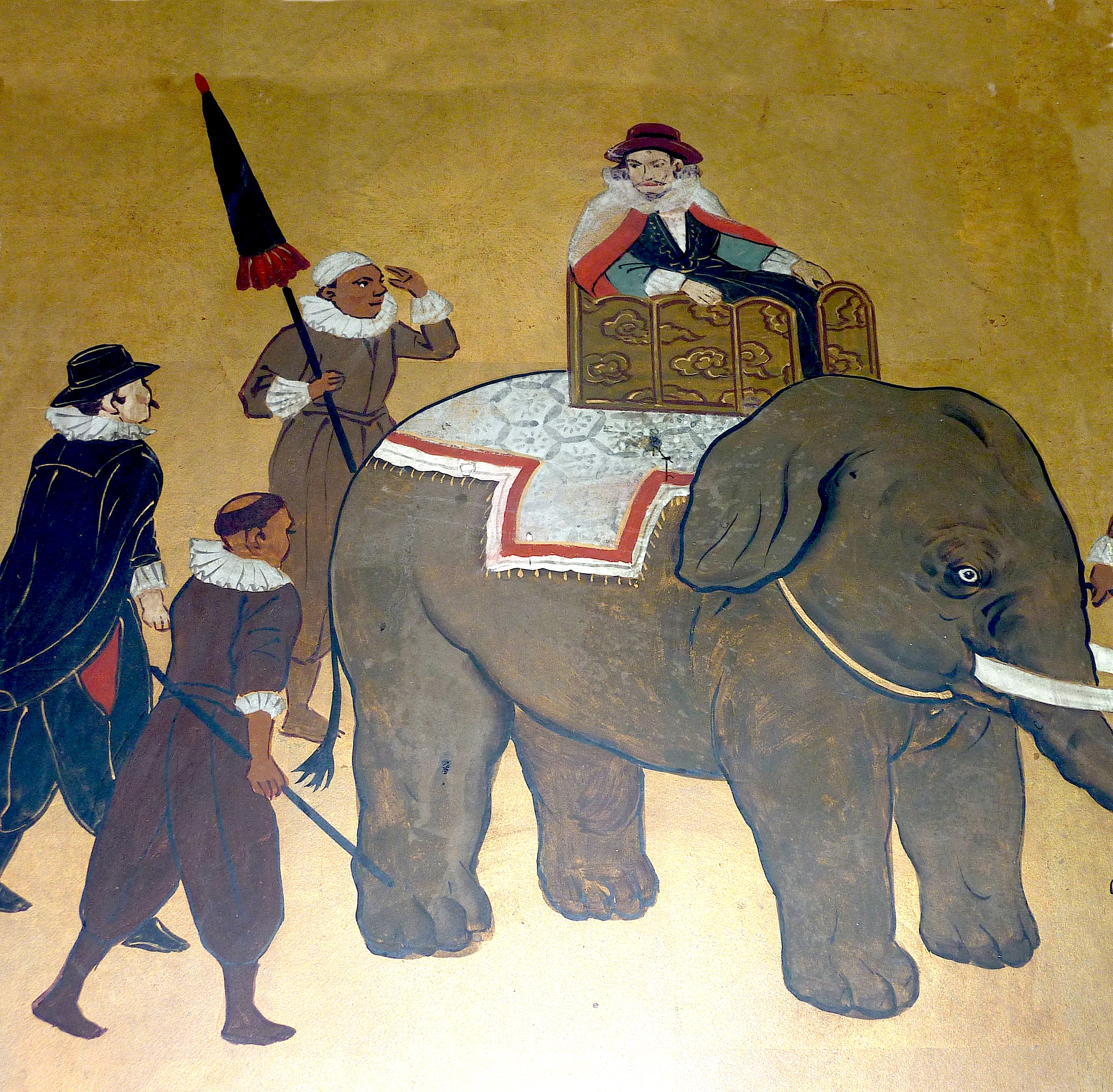
فيليبي دي بريتو إي نيكوت؛ مرتزق برتغالي وحاكم سيريام.

في عام 1548 قدَّم فرنسيس كسفاريوس التماساً إلى الأب رودريغيز لبعث المبشرين للذهاب إلى مملكة باغو، ولكن لا معلومات عن نتيجة طلبه. في عام 1603 قام المرتزق فيليبي دي بريتو إي نيكوت بإنشاء الحكم البرتغالي المدعوم من غوا في ثانلين. في هذه الحقبة كانت البلاد في حالة من الفوضى وخلال تلك الفترة، وصلت البعثة الرومانية الكاثوليكية البرتغاليَّة إلى بورما. في عام 1613 هَزم حفيد باينونغ الملك أنوكبيتلون البرتغاليين وأوقف عمل البعثة الكاثوليكية. خلال تلك الفترة، تحول ولي العهد البورمي والشاعر ناتشيناونغ إلى الديانة المسيحية على المذهب الروماني الكاثوليكي وتعمَّد على يد كاهن من غوا. في 1699 عام حصل نزال بين النائب الرسولي من سيام وأسقف ميليابور الواقعة في الهند البرتغالية بشأن الولاية القضائية على باغو، وقرر الكاردينال تشارلز توماس مايلارد دي تورنون وليغاتوس لاتيري الولاية على باغو لصالح أسقف ميليابور.
بدأ العمل الفعلي للتبشير الكاثوليكي في مملكة آفا وباغو خلال حقبة البابا إنوسنت الثالث عشر والذي أرسل الكاهن سيجيسموند دي كالشي والكاهن فيتوني إلى بورما في عام 1722. بعد العديد من التجارب والمحن نجح الكهنة في الحصول على إذن للتبشير بالحرية الكاملة بالإنجيل. في عام 1741، قام البابا بندكت الرابع عشر بالتأكيد على المهمة التبشيريَّة، وقام بتعيين الكاهن غاليزيا بمنصب النائب الرسولي، ووضع النيابة تحت إدارة ومسؤولية رهبان البرنابيت. وكان من المعروف عن الكاهن سانجرمانو، الذي عمل في آفا ورانغون من 1783 إلى عام 1808؛ نشره لكتاب وصف عن الإمبراطورية البورمية لأول مرة في عام 1833. وقام رهبان البرنابيت بالتخلي عن مهمة إدارة النيابة، وقام البابا بيوس الثامن ببعث المونسنيور فريدريك تساو، وهو عضو في جمعية المدارس الطيبة، وأسقف زاما وذلك في 18 يونيو من عام 1830 لخدمة البلاد روحياً. وتم تعيين المونسنيور جيوفاني سيريتي أسقف أدريانوبل (أدرنة) في 29 ديسمبر من عام 1855، في منصب أول نائب رسولي للمنطقة. في عقد 1845 وصلت أعداد الكاثوليك في مملكة آفا وباغو إلى حوالي 2,500 نسمة.

### الحقبة الاستعمارية

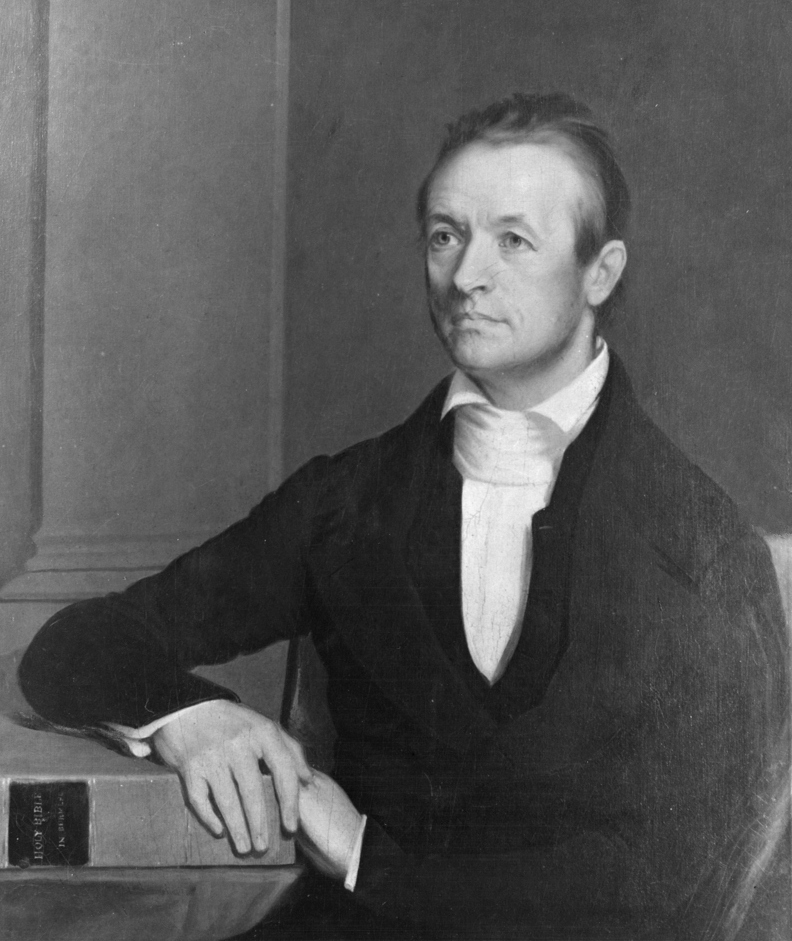
أدونيرام جودسون؛ من أوائل المبشرين البروتستانت في بورما.

بدأ البريطانيين في السيطرة على بورما في عام 1824، ولكن ذلك لم يحدث كلياً حتى 20 ديسمبر من عام 1852، مع سيطرة شركة الهند الشرقية بعد حرب دموية، على كامل مملكة باغو وهي منطقة كبيرة مثل إنجلترا. بعد سنوات عديدة سيطر البريطانيين على مملكة آفا، ومع غزو رانغون وقعت بورما بشكل كامل تحت سيطرة بريطانيا العظمى. وقد وضعت جماعة رهبنة المخلصين بعد انسحابهم من البعثة تحت مسؤولية نيابة سيام الرسولية في عام 1855. خلال هذه الحقبة ضمت مملكة آفا وباغو على إحدى عشرة كاهن وحوالي 5,320 كاثوليكي. كانت بورما في منتصف القرن التاسع عشر محصورة في الشرق من قبل الصين وسيام، وفي الغرب من قبل آسام والبنغال. وظلَّت البعثة تعمل لمدة عشر سنوات تحت إدارة النيابة الرسوليَّة في سيام؛ وفي 27 نوفمبر عام 1806 قرر مرسوم أصدره «مجمع تبشير الشعوب» تقسيم الجماعات الكاثوليكية البورميَّة إلى ثلاثة نيابات وفقاً لمواقعها الجغرافية، وهي بورما الشمالية وبورما الجنوبية وبورما الشرقية. وتم اتحاد النيابات في 28 يونيو عام 1870، بمرسوم آخر أصدره «مجمع تبشير الشعوب». وقبل اتحاد النيابات ضمت نيابة بورما الشمالية الرسوليَّة حوالي 7,248 كاثوليكي وكان يثقوم على خدمتهم روحياً خمسة وعشرين كاهن وامتلكت النيابة سبعة وأربعين كنيسة أو مصلى وثمانية عشرة مدرسة كاثوليكية وستة من دور الأيتام. بالمقابل ضمت نيابة بورما الشرقية الرسوليَّة حوالي عشرة الآف كاثوليكي، أما نيابة بورما الجنوبية الرسوليَّة فقد ضمت 45,579 كاثوليكي وكانت أبرز معاقل تواجدهم في يانغون وماولاميين وباثين.
بدأ حضور الكنائس البروتستانتية في بورما منذ أوائل القرن التاسع عشر وذلك على يد أدونيرام جودسون بين عام 1788 وعام 1850، وهو مبشر معمداني أمريكي. واستغرق الأمر سنوات من الوعظ المكثف قبل أن يصل إلى أول تحويل للمسيحية على يده، ولكن الأرقام نمت بسرعة فيما بعد، ووصلت أعداد المتحولين إلى الديانة المسيحية إلى حوالي 10,000 بحلول عام 1851. وتمت ترجمة الكتاب المقدس إلى اللغة البورمية في عام 1834. في أواخر عقد 1800، وصل أول المبشرين المسيحيين إلى ولاية تشين، وبدأ المبشرين بالتبشير بالمسيحيَّة بين السكان الأصليين. وبسبب جهود المعمداني آرثر إ. كارسون الناجحة، أصبح اليوم أغلبية التشين من المسيحيين، وينتمي معظمهم إلى الطوائف البروتستانتية، وخاصةً الكنيسة المعمدانية. في عام 1865 تم تأسيس المؤتمر المعمداني في ميانمار، وفي عام 1927 تأسست مدرسة ويليس وأورليندا بيرس اللاهوت في رانغون كمدرسة المعمدانية. وهي لا تزال تعمل كمعهد ميانمار للاهوت، وتلبي الحاجات الأكاديمية لعديد من الطلاب القادمين من متختلف الطوائف البروتستانتية. وكان معظم المتحولين للمذهب البروتستانتي من مجموعة الكارين العرقية في المناطق الجبلية. وبحسب تعداد عام 1921 بلغ عدد المسيحيين حوالي 257 ألف، أي ما يعادل 2% من مجموع السكان. وشمل التعداد حوالي خمسين ألف مسيحي من الخلفية الهندية أو الإنجليزية أو الأوروبية آسيوية؛ وكان حوالي 69% منهم من عرقية الكارين. بعد عام 1914 أصبح العنصر البوذي أكثر قومية وأكثر مقاومة للمسيحية، وكانت هناك ظاهرة عداء تجاه المسيحيين الكارين، ونحو المهاجرين الهنود أيضاً. وبلغ عدد السكان البروتستانت 192,000 في عام 1926، وكان أتباع الكنيسة المعمدانية في الصدارة، مع أكثر من 200 من المبشرين. وعلى نحو متزايد سيطر المجتمع المحلي على المنظمات البروتستانتية.

### العصور الحديثة

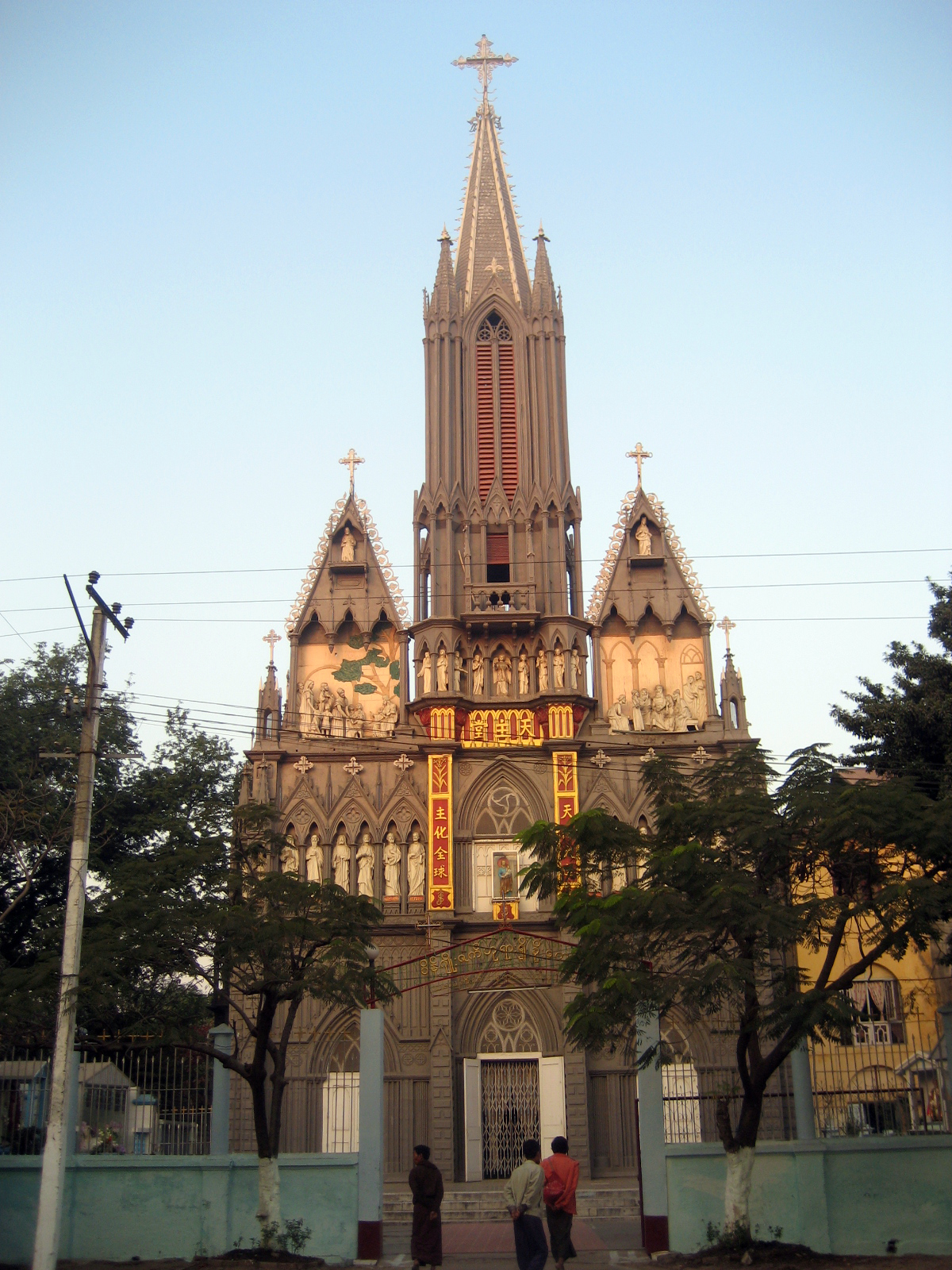
كنيسة القديس يوسف في ماندالاي.

في 1 أبريل 1937 انفصلت عن حكومة الهند البريطانية نتيجة اقتراع بشأن بقائها تحت سيطرة مستعمرة الهند البريطانية أو استقلالها لتكون مستعمرة بريطانية منفصلة، حيث كانت إحدي ولايات الهند البريطانية تتألف من اتحاد عدة ولايات هي بورما وكارن وكابا وشان وكاشين وتيشن. في 1940 كونت ميليشيا الرفاق الثلاثون جيش الاستقلال البورمي وهو قوة مسلحة معنية بطرد الاحتلال البريطاني، وقد نال قادته الرفاق الثلاثون التدريب العسكري في اليابان، وقد عادوا مع الغزو الياباني في 1941 مما جعل ميانمار بؤرة خطوط المواجهة في الحرب العالمية الثانية بين بريطانيا واليابان، وعندما استولى اليابانيون على بورما في عام 1942 فرَّ المبشرون البريطانيون والأمريكيون، لكنهم عادوا في عام 1945. حيث في يوليو 1945 بعد انتهاء الحرب العالمية الثانية لصالح الحلفاء أعادت بريطانيا ضمها كمستعمرة، حتى أن الصراع الداخلي بين البورميين أنفسهم كان ينقسم بين موال لبريطانيا وموال لليابان ومعارض لكلا التدخلين وقد نالت استقلالها أخيراً سنة 1948 وانفصلت عن الاستعمار البريطاني.
بعد الاستقلال كان هناك توتر شديد وأحياناً عمل عسكري من قبل الحكومة ضد الكارين المسيحيين. وقد عزز ذلك التدين المسيحي لأقلية الكارين، وعمق العداء لدى غالبية السكان البوذيين تجاه المسيحية. في عام 1959 وصلت أعداد الكاثوليك إلى حوالي 184,000 ووصلت أعداد البروتستانت إلى حوالي 225,000 نسمة؛ وكان معظم البروتستانت من أتباع الكنيسة المعمدانية. ومنذ الاستقلال اضطهدت الحكومة العسكرية شعب التشين لأسباب دينية. وبدأت الكنيسة الكاثوليكية بنقل السيطرة والمسؤولية الكنسيَّة من المبشرين إلى العناصر المحلية في عام 1959، وتم تعيين رئيس أساقفة ماندالاي والذي ينحدر من أصول برتغالية تعود إلى القرن السابع عشر. وبالمثل قامت الكنائس البروتستانتية بنقل المناصب الكنسية الرئيسية إلى السكان المحليين منذ عقد 1950. في عام 1966 طردت الحكومة البورمية جميع المبشرين الأجانب، الا أن الكنيسة البروتستانتية البورمية شهدت حركة تبشيريَّة نابضة بالحياة، وذلك على الرغم من القيود الماليَّة والعزلة الجغرافية. ويمكن أيضا أن يعزى النمو في التحول إلى المسيحية إلى النمو اللاحق في القومية البوذية، المرتبطة عموماً مع الأغلبية البورمية.
ونمت العضوية للكنيسة البروتستانتية بين الأقلية العرقية تشين من 35% في عام 1966 إلى 90% في عام 2010؛ كما نمت العضوية للكنيسة البروتستانتية بين أقلية الكاشين من 40% في عام 1966 إلى حوالي 90% في عام 2010. في 27 نوفمبر من عام 2017 وصل البابا فرنسيس إلى بورما التي يشكل البوذيون غالبية سكانها وأتهم جيشها بشن حملة «تطهير عرقي» أدت إلى تهجير أكثر من 600 ألف من الروهينغا المسلمين من ولاية راخين. ولم يتردد البابا فرنسيس مراراً في في إدانة المعاملة التي يتلقاها من وصفهم بانهم «اخوتي الروهينغا» رغم استياء البوذيين في بورما من مثل هذه التصريحات وكذلك من ادانة الأسرة الدولية لطريقة تعامل الحكومة مع الأزمة.

## ديموغرافيا

### التعداد السكاني
| المجموعة الدينيَّة | السكان % 1973 | السكان % 1983 | السكان % 2014 |
| ---------------- | ------------- | ------------- | ------------- |
| بوذية            | 88.8%         | 89.4%         | 87.9%         |
| مسيحية           | 4.6%          | 4.9%          | 6.2%          |
| إسلام            | 3.9%          | 3.9%          | 4.3%          |
| هندوسية          | 0.4%          | 0.5%          | 0.5%          |
| أديان قبائليَّة    | 2.2%          | 1.2%          | 0.8%          |
| أديان آخرى       | 0.1%          | 0.1%          | 0.2%          |
| لادينية          | غير متوفر     | غير متوفر     | 0.1%          |

### الإنتشار حسب الولاية
يقدم تقرير تعداد السكان والمساكن لعام 2014 التقديرات التالية لنسب وتعداد المسيحيين في بورما حسب الولاية:
| الولاية         | تعداد السكان | تعداد المسيحيين | نسبة المسيحيين |
| --------------- | ------------ | --------------- | -------------- |
| منطقة أيياروادي | 6,184,829    | 388,348         | 6.3%           |
| منطقة باغو      | 4,867,373    | 142,528         | 2.9%           |
| ولاية تشين      | 478,801      | 408,730         | 85.4%          |
| ولاية كاشين     | 1,642,841    | 555,037         | 33.8%          |
| ولاية كاياه     | 286,627      | 131,237         | 45.8%          |
| ولاية كاين      | 1,504,326    | 142,875         | 9.5%           |
| منطقة ماجواي    | 3,917,055    | 27,015          | 0.7%           |
| ماندالاي        | 6,165,723    | 65,061          | 1.1%           |
| ولاية مون       | 2,054,393    | 10,791          | 0.5%           |
| نايبيداو        | 1,160,242    | 12,293          | 1.1%           |
| ولاية راخين     | 2,098,807    | 36,791          | 1.8%           |
| ساغانغ          | 5,325,347    | 349,377         | 6.5%           |
| ولاية شان       | 5,824,432    | 569,389         | 9.8%           |
| تانينثاريى      | 1,408,401    | 100,758         | 7.2%           |
| يانغون          | 7,360,703    | 232,249         | 3.2%           |
| بورما           | 50,279,900   | 3,172,479       | 6.2%           |

### المجموعات العرقية

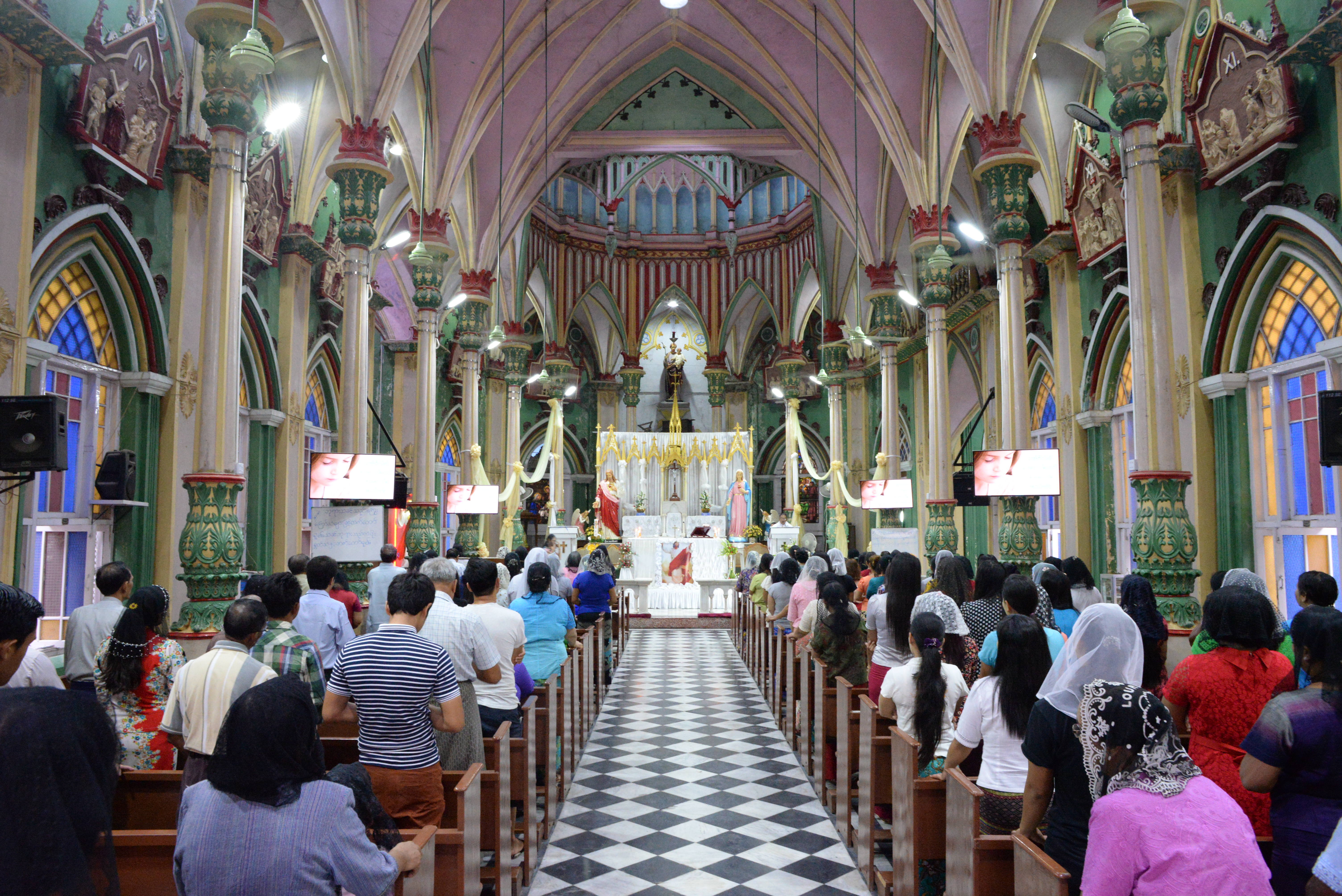
قداس في كاتدرائية القديس يوسف الكاثوليكيَّة في ماندالاي.

- يعتقد أن أقلية «الكاشين» جاءت من التبت ويعتنق أفرادها المسيحية ولها فصيل مسلح هو «جبهة تحرير كاشين» الذي توصل لاتفاق وقف إطلاق نار مع الحكومة. ويتمركز الكاشين في ولاية كاشين، وتتميز بتقاليدها وثقافتها الخاصة كما يدين أفرادها بالمسيحية ولها لغتها الخاصة وتتعرض للتمييز من قبل السلطات البورمية كما تحارب السلطة الحاكمة عسكرياً منذ فبراير عام 1961 تحت قيادة حركة سياسية تدعى منظمة تحرير كاشين تُطالب بالحقوق السياسية والثقافية لشعب الكاشين.[14]
- تعيش أقلية «تشين» البالغ تعدادها 1.5 مليون نسمة في ولاية تشين النائية قرب الحدود مع الهند وأغلبها يعتنق المسيحية، ويتعرضون للاضطهاد على يد السلطات ويعانون نقصاً في الغذاء.
- تمثل أقلية «الكارين» ثاني أكبر الأقليات في البلاد، ويعتنق كثيرون منهم المسيحية، ويعيشون في ولاية «كياه» (كارين)، وخاضوا الحرب إلى جانب البريطانيين ضد اليابان أثناء الحرب العالمية الثانية، وكانوا قد وعدوا بدولة مستقلة وهو ما لم يحدث أبداً، ونظرت لهم السلطات كعملاء لذلك تعرضوا للكثير من القمع.
- الشعب الأنجلو بورمي هم مجتمع من البورميين ذوي الأصول الأوروبييّة، وظهروا كمجتمع متميز من خلال العلاقات المختلطة بين المستوطنين البريطانيين وغيرهم من الأوروبيين والسكان المحليين من عام 1826 حتى عام 1948 عندما حصلت بورما على استقلالها عن المملكة المتحدة.

## الطوائف المسيحية

### البروتستانتية

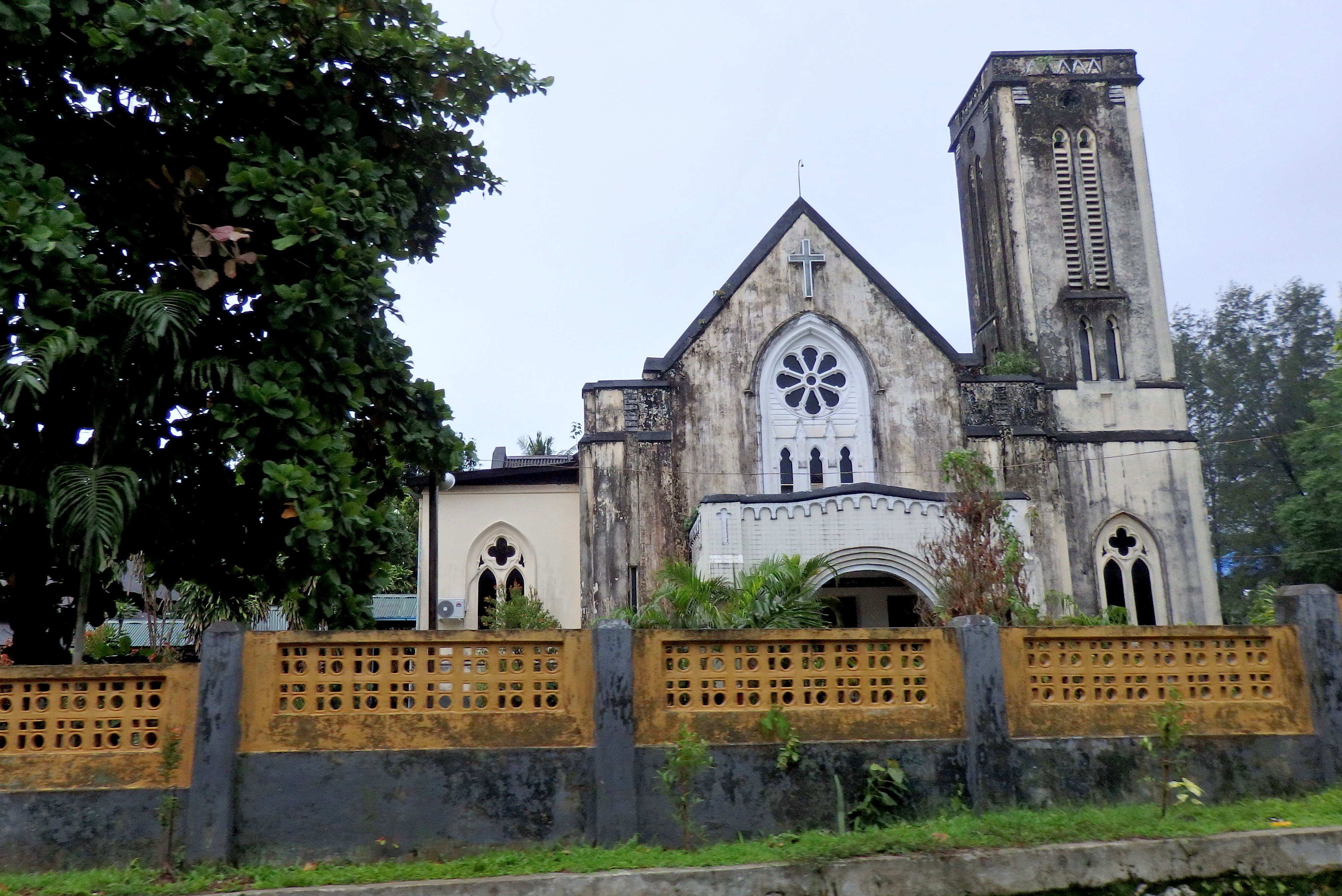
الكنيسة المعمدانية الأولى في ماولاميين.

يشكل البروتستانت في بورما حوالي 3% من مجمل سكان بورما، وتعد كل من الكنيسة المعمدانية، والخمسينية والميثودية والأنجليكانية كبرى الطوائف البروتستانتيَّة في بورما. وتنتشر المسيحية في المقام الأول بين عرقيات الكاشين والتشين والكارين واليورو-آسيويين وذلك بسبب العمل التبشيري. وعلى الرغم من طرد جميع المبشرين الأجانت من البلاد في عام 1966 من قبل الحكومة البورمية، الا أن الكنيسة البروتستانتية البورمية تشهد حركة تبشيريَّة نابضة بالحياة، وذلك على الرغم من القيود الماليَّة والعزلة الجغرافية. ويمكن أيضا أن يعزى النمو في التحول إلى المسيحية إلى النمو اللاحق في القومية البوذية، المرتبطة عموماً مع الأغلبية البورمية.
ونمت العضوية للكنيسة البروتستانتية بين الأقلية العرقية تشين من 35% في عام 1966 إلى 90% في عام 2010؛ كما نمت العضوية للكنيسة البروتستانتية بين أقلية الكاشين من 40% في عام 1966 إلى حوالي 90% في عام 2010. ويعود حضور الكنائس البروتستانتية الأول في بورما إلى أوائل القرن التاسع عشر وذلك على يد المبشر المعمداني الأمريكي جودسون أدونيرام. ومنذ القرن التاسع عشر، أصبح للمسيحية جذور عميقة الجذور في البلاد وازدادت قوة حضورها من خلال العديد من المحن وحقب الاضطهادات. وقد تمت ترجمة الكتاب المقدس إلى اللغة البورميَّة في عام 1834. وفقًا لدراسة المؤمنون في المسيح من خلفية مسلمة: إحصاء عالمي وهي دراسة أجريت من قبل جامعة سانت ماري الأمريكيّة في تكساس سنة 2015 وجدت أنَّ حوالي 1,500 مُسلم بورمي تحول إلى المسيحية على المذهب الإنجيلي.

### الكاثوليكية

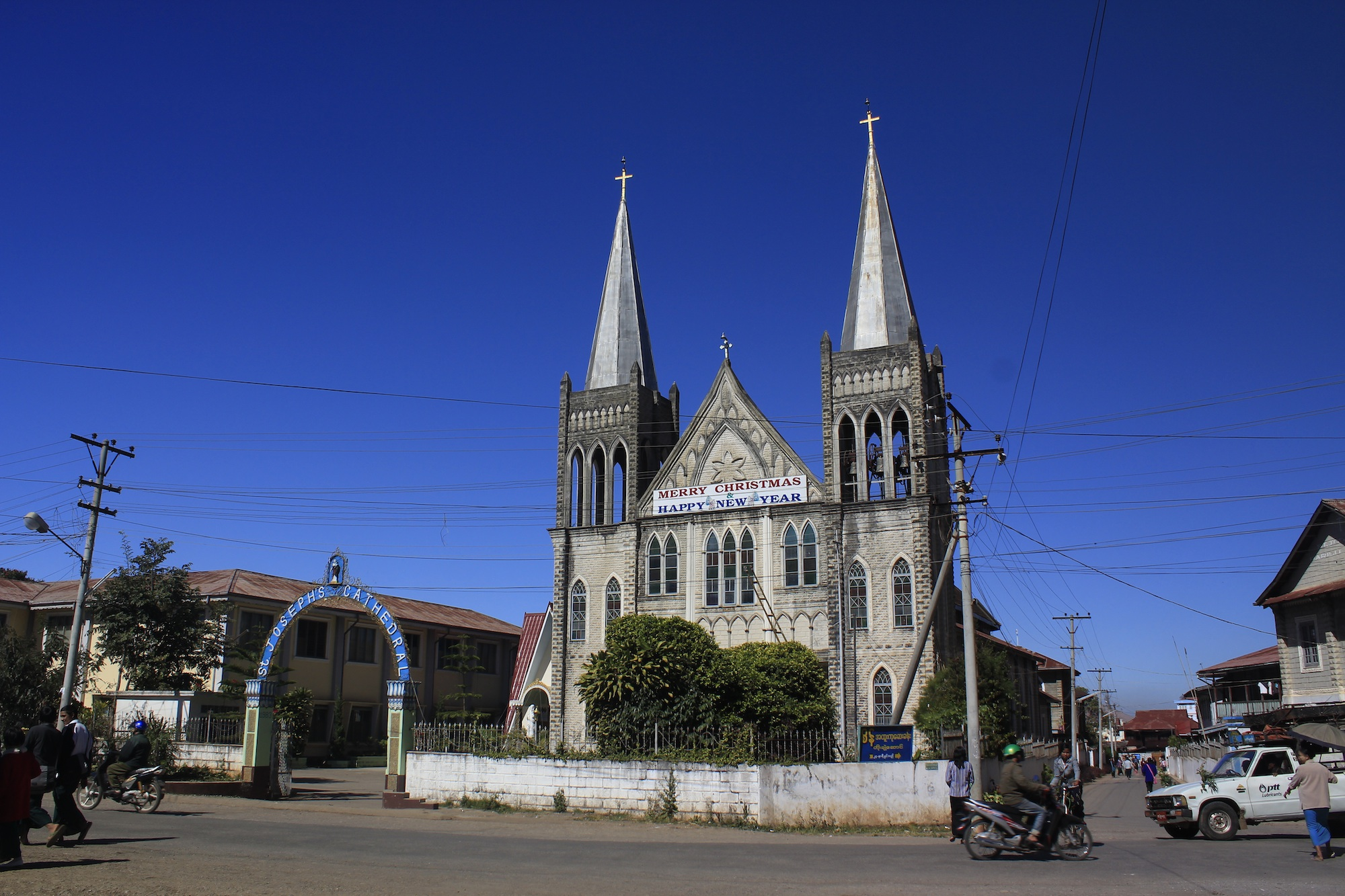
كاتدرائية القديس يوسف الكاثوليكيَّة في تاونغيي.

الكنيسة الكاثوليكية البورميَّة هي جزء من الكنيسة الكاثوليكية العالمية في ظل القيادة الروحية للبابا في روما ومجلس الأساقفة البورمي. وبحسب الإحصائيات الكنسيَّة المحلية تضم البلاد حوالي 700,000 مواطن كاثوليكي، ويتوزع كاثوليك البلاد على ستة عشر أبرشية بما في ذلك ثلاثة مطرانيات. ويتوزع الكاثوليك جغرافياً في مختلف أنحاء بورما.
يعود وجود الكنيسة الكاثوليكية في البلاد إلى القرن السابع عشر، مع وصول المبشرين البرتغاليين إلى مملكة باغو وآفا. وقد وصل العديد من المبشرين الكاثوليك في عقد 1830 من أوروبا، وبحلول عام 1841 ضمت البلاد حوالي 4,500 كاثوليكي. ووصلت أولى الراهبات للبلاد بين عام 1847 وعام 1852. بحلول عام 1862 ترأس المجتمع الكاثوليكي المتكون من 6,000 شخص أسقف واحد وكان يخدمهم إحدى عشرة من المبشرين وكاهن واحد، وأمتلك المجتمع كلية واحدة. في عام 1992 نمت عضوية الكنيسة لتصل حوالي 27,000 يخدمهم ستة وستين من المبشرين واثني عشر كاهن من السكان المحليين. وأدار الكاثوليك اثنين من المدارس الإكليريكية، وثلاثة وسبعين مدرسة كاثوليكية ضمت حوالي 3,900 طالب. بحلول عام 1933 وصلت أعداد الكاثوليك إلى حوالي 121,000 نسمة.
في 27 نوفمبر من عام 2017 وصل البابا فرنسيس إلى بورما التي يشكل البوذيون غالبية سكانها وأتهم جيشها بشن حملة «تطهير عرقي» أدت إلى تهجير أكثر من 600 ألف من الروهينغا المسلمين من ولاية راخين. ولم يتردد البابا فرنسيس مراراً في في إدانة المعاملة التي يتلقاها من وصفهم بانهم «اخوتي الروهينغا» رغم استياء البوذيين في بورما من مثل هذه التصريحات وكذلك من ادانة الأسرة الدولية لطريقة تعامل الحكومة مع الأزمة.

### الأرثوذكسية
هناك تواجد لأقلية أرمنيَّة أرثوذكسيَّة صغيرة في بورما، ويتعبد أتباع الكنيسة في كنيسة القديس يوحنا المعمدان الأرمنية الرسولية في يانغون. ويعود الوجود الأرمني في البلاد إلى عام 1612، وسكن أوائل الأرمن في سيريام، ويعود الوجود لأول ضريح أرمني مؤرخ إلى عام 1725. وكان معظم الأرمن من التجار ومن القادمين الحي الأرمني نيو جلفة في أصفهان الفارسيَّة. حيث أنشأ أرمن بلاد فارس شبكات تجارية واسعة في مدن مثل بورصة، وحلب، والبندقية، وليفورنو، ومرسيليا، وأمستردام. وهكذا أصبح الأرمن المسيحيين النخبة التجاريَّة في المجتمع الصفوي من خلال وجود رأس مال كبير أتاح للمسيحيين حرية دينية كبيرة فضلًا عن ثراء وسطوة. وعمل التجار الأرمن كمسؤولين اقتصاديين من قبل الملوك البورميين، وخاصةً كمسؤولين عن الجمارك والعلاقات مع الأجانب.